# Koeficient upora
Koeficiènt upôra (običajna oznaka cu, cv, Cd in CD) je v dinamiki tekočin brezrazsežna količina, ki določa upor telesa v tekočini, kot sta na primer zrak ali voda. Nastopa v kvadratnem zakonu upora, kjer manjši koeficient upora pomeni, da bo imelo telo manj aerodinamičnega ali hidrodinamičnega upora. Koeficient upora je vedno povezan z določeno površino.
Koeficinet upora poljubnega telesa vključuje učinke dveh osnovnih prispevkov k uporu dinamike tekočin: površinsko trenje in oblikovni upor. Koeficient upora pri dvigajočem letalskem krilu ali krilu hidrogliserja vsebuje tudi učinke, ki jih povzroča vzgonsko-inducirani upor. Pri koeficientu upora celotne strukture, kot je letalsko krilo, so pomembni tudi učinki interferenčnega upora.
Po kvadratnem zakonu upora:
{\displaystyle F_{\rm {u}}=kv^{2}={\frac {1}{2}}c_{\rm {u}}\rho Sv^{2}\!\,}
je sila upora na telo sorazmerna z gostoto tekočine in kvadratom relativne hitrosti med telesom in tekočino. Koeficient upora ni konstanta, ampak se spreminja s hitrostjo, smerjo toka, obliko in velikostjo telesa, gostoto in viskoznostjo tekočine. Hitrost, kinematično viskoznost in značilno dolžino podaja brezrazsežno Reynoldsovo število {\displaystyle \mathrm {Re} }. Koeficient upora je tako funkcija {\displaystyle \mathrm {Re} }. V toku stisljive tekočine je pomembna tudi hitrost zvoka, tako da je {\displaystyle c_{\rm {u}}} tudi funkcija Machovega števila {\displaystyle \mathrm {M} }.
Za določeno obliko telesa je koeficient upora odvisen le od Reynoldsovega števila, Machovega števila in od smeri toka. Za mala Machova števila je koeficient upora neodvisen od Machovega števila. Velikokrat je pri praktičnih primerih Reynoldsovo število majhno, pri avtomobilih z večjimi hitrostmi ali pri letalih na običajnem letu se prihajajoča smer toka ne spreminja. Tako imamo lahko koeficient upora v takšnih primerih za konstanto.
Da telo z aerodinamično obliko doseže majhen koeficient upora, mora mejna plast okrog njega ostati na njegovi površini dokler je mogoče, tako da je brazda ozka. Velik oblikovni upor povzroča široko brazdo za telesom. Mejna plast bo prehajala iz laminarne v turbulentno in zagotavljala, da bo Reynoldsovo število za tok okrog telesa dovolj velik. Večje hitrosti, večja telesa in manjše viskoznosti prispevajo k večjim Reynoldsovim številom.
Pri drugih telesih, kot so npr. majhni delci, koeficient upora ni konstanten in je funkcija Reynoldsovega števila. Pri majhnem Reynoldsovem številu tok okrog telesa ne preide v turbulentnega in ostaja laminaren, tudi, ko se loči od površine telesa. Pri zelo malih Reynoldsovih številih brez ločitve toka je sila upora sorazmerna s hitrstjo {\displaystyle v\!\,} in ne z njenim kvadratom {\displaystyle v^{2}\!\,}. Za kroglo v tem primeru velja Stokesov zakon. Reynoldosvo število bo majhno za majhna telesa, majhne hitrosti in zelo viskozne tekočine.